# Mesnil-Saint-Nicaise
Mesnil-Saint-Nicaise är en kommun i departementet Somme i regionen Hauts-de-France i norra Frankrike. Kommunen ligger i kantonen Nesle som tillhör arrondissementet Péronne. År 2022 hade Mesnil-Saint-Nicaise 563 invånare.

## Befolkningsutveckling
Antalet invånare i kommunen Mesnil-Saint-Nicaise
| Referens: INSEE |